# Live at Budokan (álbum de Mr. Big)
Live at Budokan es el octavo álbum en vivo publicado por la banda de rock estadounidense Mr. Big en 1997.

## Lista de canciones
1. "Intro/Piano" - 1:07
2. "Trapped in Toyland" - 4:06
3. "Take Cover" - 4:57
4. "Green-Tinted Sixties Mind" - 3:40
5. "Jane Doe" - 3:45
6. "Medley/bass intro/Had Enough/Big Love/Take a Walk/Merciless" - 7:03
7. "Out of the Underground" - 4:40
8. "Alive and Kickin'" - 5:15
9. "Whole World's Gonna Know" - 4:12
10. "Road to Ruin" - 4:54
11. "What's It Gonna Be" - 5:03
12. "Fool Us Today" - 2:46
13. "Addicted to That Rush" - 6:22
14. "Suffragette City" (David Bowie Cover) - 3:57
15. "Livin' Like a Dog" - 4:22
16. "Ain't Seen Love Like That" - 5:57

## Personal
- Eric Martin – voz
- Paul Gilbert – guitarra, coros
- Billy Sheehan – bajo, coros
- Pat Torpey – batería, percusión, coros